# ИЖ-12

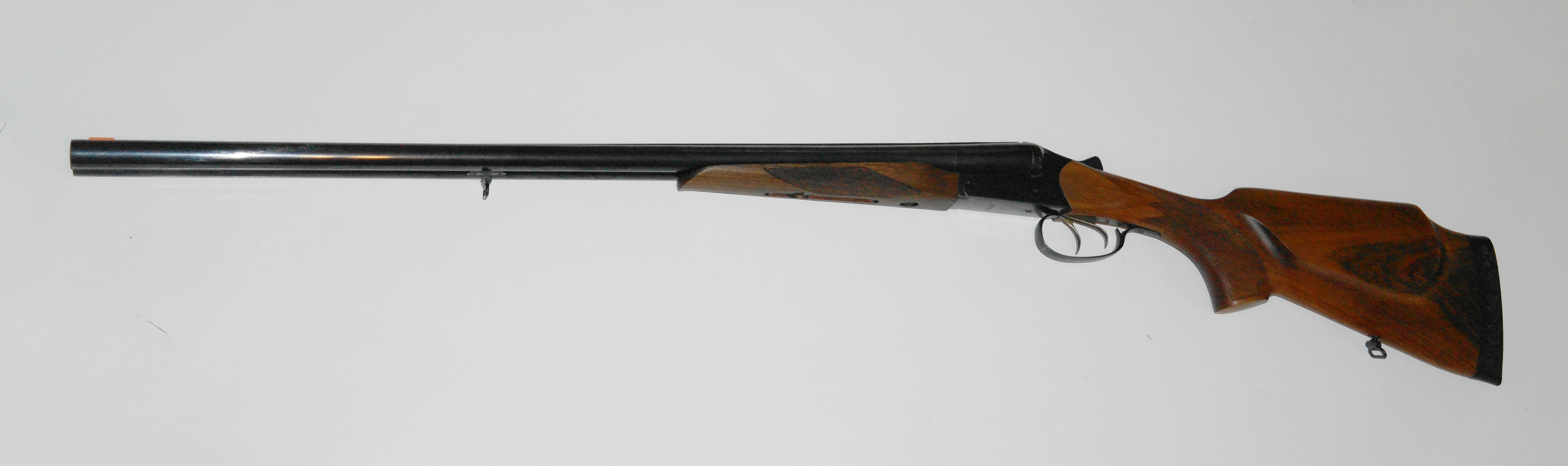
ИЖ-43Е

ИЖ-12 — советское двуствольное охотничье ружьё. 

## История
ИЖ-12 было разработано в начале 1960-х годов оружейником А. А. Климовым на основе конструкции ружья ИЖ-59 «Спутник». В 1962 году были выпущены первые ИЖ-12, в 1963 году началось серийное производство ружей 12-го и 16-го калибра, в дальнейшем ИЖ-12 вошло в число основных моделей завода.
Ружья ИЖ-12, ИЖ-54, МЦ-8 и МЦ-21-12 использовались для баллистических испытаний разработанных в 1963 году неоржавляющих капсюлей-воспламенителей для ружейных патронов.
В январе 1965 года стоимость стандартного серийного ружья ИЖ-12 составляла 158 рублей, стоимость штучного ИЖ-12 составляла от 250 до 270 рублей.
В начале 1970-х годов А. А. Климов, Н. В. Репин и Г. Я. Протопопов начали работы по глубокой модернизации ИЖ-12, в результате было создано ружьё ИЖ-27 (ставшее одним из самых популярных и массовых советских охотничьих ружей).
В 1974 году производство ИЖ-12 было прекращено. Всего было выпущено 311 633 шт. ружей этой модели, из них 129 000 шт. было продано на экспорт в другие страны мира (в частности, в Великобританию).
В 1976 году для стрельбы пулей А. Майера из ружей ИЖ-12 инженером В. Богдановым был изготовлен прицел, обеспечивавший возможность прицельной стрельбы пулей этого типа на дистанцию до 150 метров (по результатам эксплуатации на нескольких ружьях ИЖ-12 прицел был рекомендован для установки на двуствольные ружья других моделей). Кроме того, был разработан и запатентован способ установки на ИЖ-12 оптического прицела ОП-4 на быстросъемном кронштейне (свидетельство на изобретение № 1501662).
ИЖ-12 использовалось не только как охотничье, но и как спортивное ружьё. В 1966 году чехословацкий стрелок Олдржих Поклоп, выступив на международных соревнованиях в Праге с ружьём ИЖ-12, завоевал "Большой приз Праги".

## Описание
ИЖ-12 является первым советским массовым ружьём, в конструкцию которого введены интерсепторы.
Представляет собой внутрикурковое двуствольное ружьё с вертикальным расположением стволов (спаянных по всей длине припоем на основе серебра). Стволы выполнены с дульными сужениями (нижний ствол — получок, верхний — чок). Каналы стволов хромированы. Ударно-спусковой механизм выполнен в едином блоке.
Изначально, ружья были оснащены неавтоматическим предохранителем, запиравшим спусковые рычаги, но ружья последних выпусков получили автоматический предохранитель.
Боевые пружины цилиндрические спиральные.
Ложа деревянная, из ореха или бука, приклад может быть прямым или полупистолетного типа. Затыльник приклада выполнялся в основном из пластмассы, иногда устанавливался затыльник-амортизатор из резины.
Гарантированный производителем ресурс ружья составляет не менее 10 000 выстрелов.